# Helmar Dengscherz
Helmar Dengscherz (* 4. Januar 1931 in Pabianitz (heute: Pabianice in Polen); † 12. Juni 2006) war ein deutscher Lehrer und Politiker (SPD).

## Leben
Dengscherz besuchte die Volksschule und das Gymnasium in Pabianitz. Nach seinem Studium an den Lehrerbildungsanstalten Amberg und Schwabach absolvierte er 1953 die Lehramtsprüfung und wurde Lehrer im Landkreis Weißenburg-Gunzenhausen und Uffenheim. Anschließend war er bis 1995 Oberlehrer an der Grundschule in Bad Windsheim.
Er war ab 1974 stellvertretender Landesvorsitzender der Arbeiterwohlfahrt in Bayern und Mitglied im Bundesvorstand der Arbeiterwohlfahrt. Zuvor war er seit 1970 1. Vorsitzender des Bezirksverbandes Ober- und Mittelfranken der Arbeiterwohlfahrt gewesen.
Von 1960 bis 1972 war er Mitglied des Kreistages des Landkreises Uffenheim. Nachdem der Landkreis am 1. Juli 1972 im Zuge der Gebietsreform in Bayern zusammen mit dem Landkreis Scheinfeld dem Landkreis Neustadt an der Aisch zugeschlagen wurde, gehörte Dengscherz dessen Kreistag an. Ab 1972 saß er für die SPD im Stadtrat von Bad Windsheim. Bis 1996 fungierte Dengscherz als Schulreferent der Stadt. 1996 wechselte er in das Amt des 3. Bürgermeisters von Bad Windsheim. 
Vom 25. Oktober 1978 bis zum 31. Dezember 1981 sowie vom 1. Januar 1984 bis zum 31. Dezember 1989 war er als Vertretern der Wohltätigkeitsorganisationen Mitglied des Bayerischen Senats.
Im Dezember 2004 erhielt er das Verdienstkreuz 1. Klasse der Bundesrepublik Deutschland für seine kommunalpolitische Tätigkeit und sein Wirken in der Arbeiterwohlfahrt.